# Phradis monticola
Phradis monticola är en stekelart som beskrevs av Szepligeti 1899. Phradis monticola ingår i släktet Phradis och familjen brokparasitsteklar. Inga underarter finns listade i Catalogue of Life.